# 八丁味噌

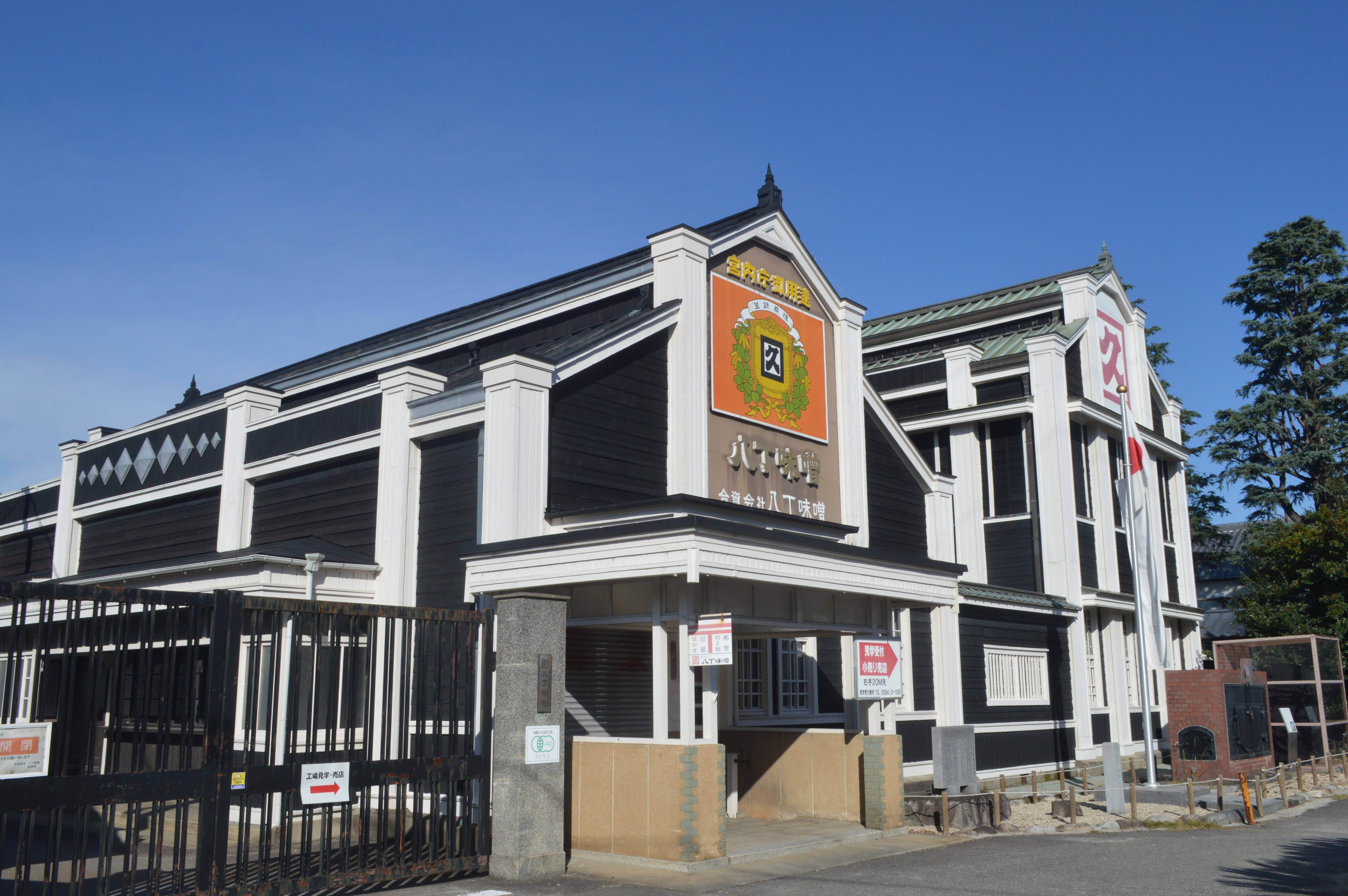
合資会社八丁味噌（カクキュー）

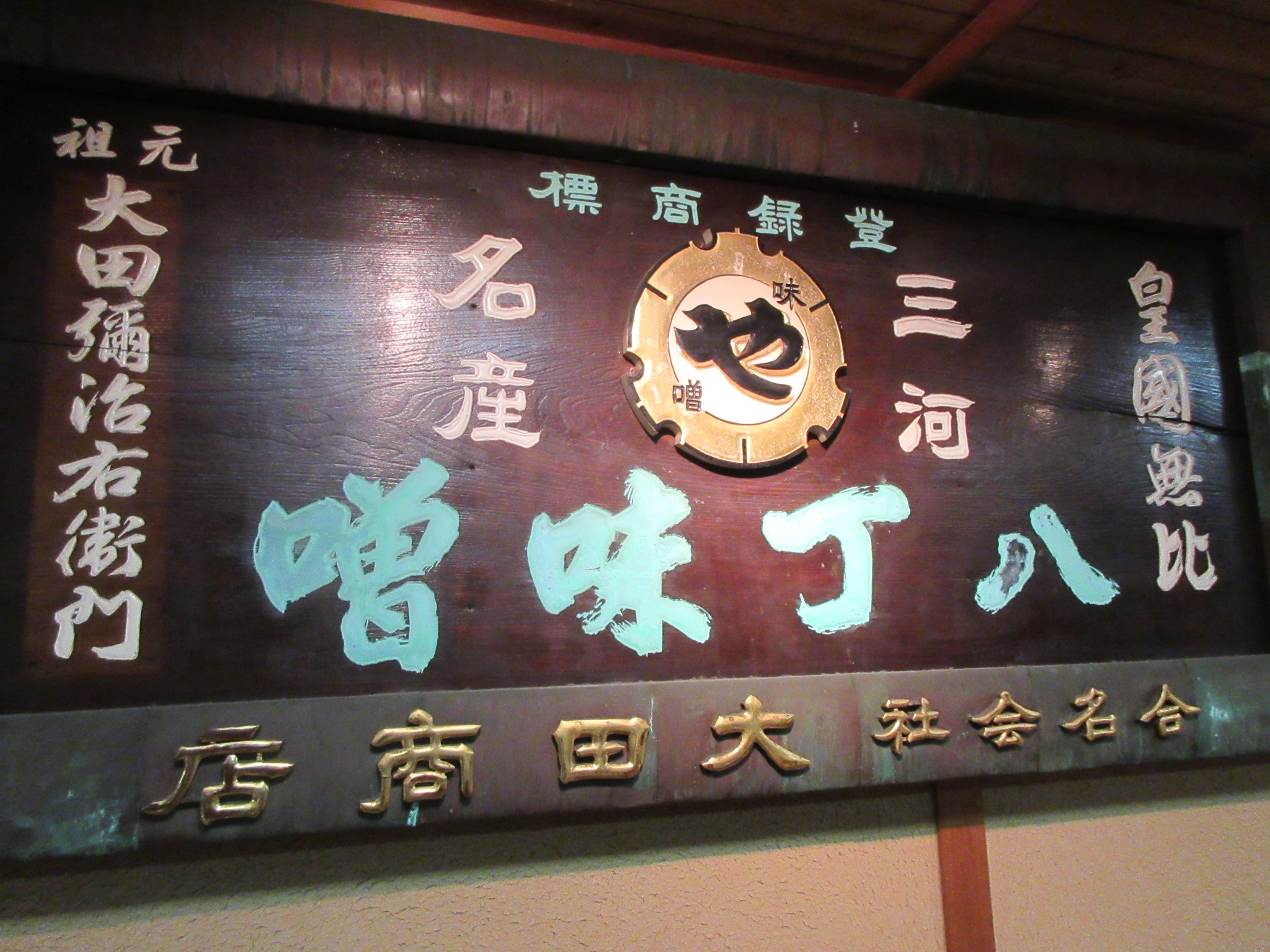
株式会社まるや八丁味噌（旧・合名会社大田商店）

八丁味噌（はっちょうみそ）は、愛知県岡崎市八丁町発祥の長期熟成させた豆味噌。

## 概要

### 味噌の特徴
米麹や麦麹を用いず、原材大豆の全てを麹にした豆麹で作られる豆味噌の一つである。
水で洗った大豆を浸漬し、水を切り、蒸し、冷まし、ミンチにして味噌玉に丸めて種麹をまぶして室で4日かけて豆麹を作り、味噌麹に白塩と水を加えて木製（6尺）の大桶に空気を抜きながら味噌を敷き詰め、その上から石積みして、長期間（1年半から2年以上）天然醸造される。腐敗を防ぐために塩分濃度を高めているため、独特の渋みとうまみが特徴である。
愛知県岡崎市のまるや八丁味噌の場合、直径・高さとも2メートル程度の桶200本にそれぞれ約6トンの味噌を仕込み、麻の布をかぶせた上から合計約3トンの石を手積みする。大きさや形が異なる大小様々な石（外約60kg、内11kg、頂点9㎏）を加重が均一になるよう組み合わせ、「二夏二冬」熟成させる。一番上に置く石は「まんじゅう石」と言われる。同市のカクキューも「二夏二冬」（2年以上）天然熟成させる。カクキューは麻布ではなく、木蓋をかぶせる。

### 発祥の地

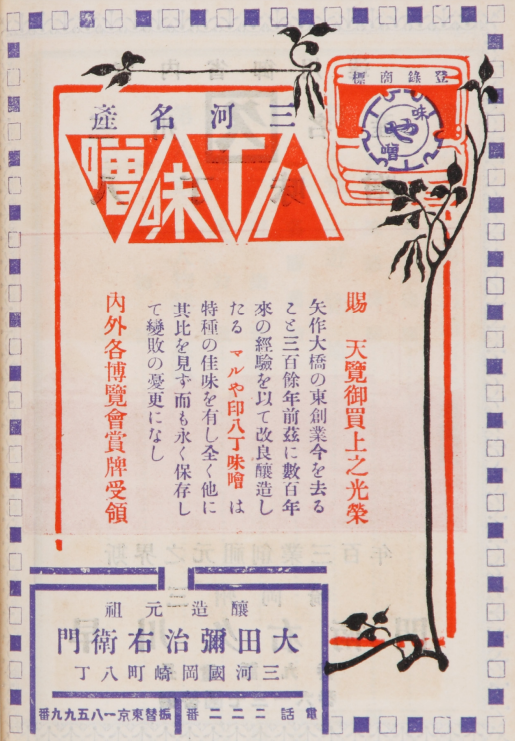
大正時代のまるや八丁味噌の広告。「三河名産 八丁味噌」とうたわれている。

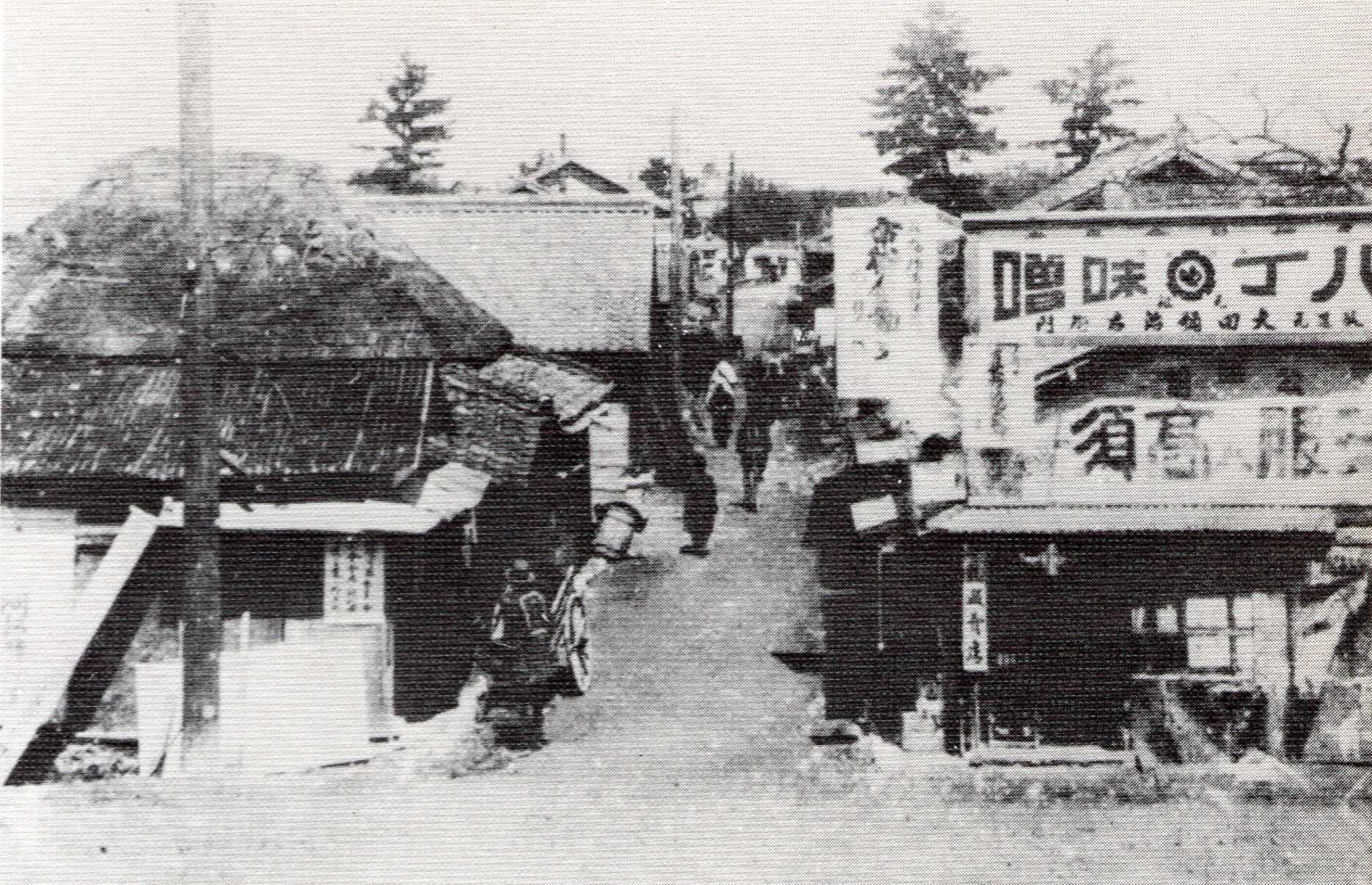
1926年（大正15年）の岡崎市。岡崎電気軌道の愛電前駅（現在の名鉄名古屋本線 東岡崎駅）の駅前。八丁味噌の看板が掲げられている。

八丁味噌は愛知県岡崎市八帖町・八丁町が発祥。同市同町の製造業者は大田弥治右衛門家を由来とする「まるや八丁味噌」と、早川久右衛門家を由来とする「合資会社八丁味噌（カクキュー）」の2社が有名。

### 歴史

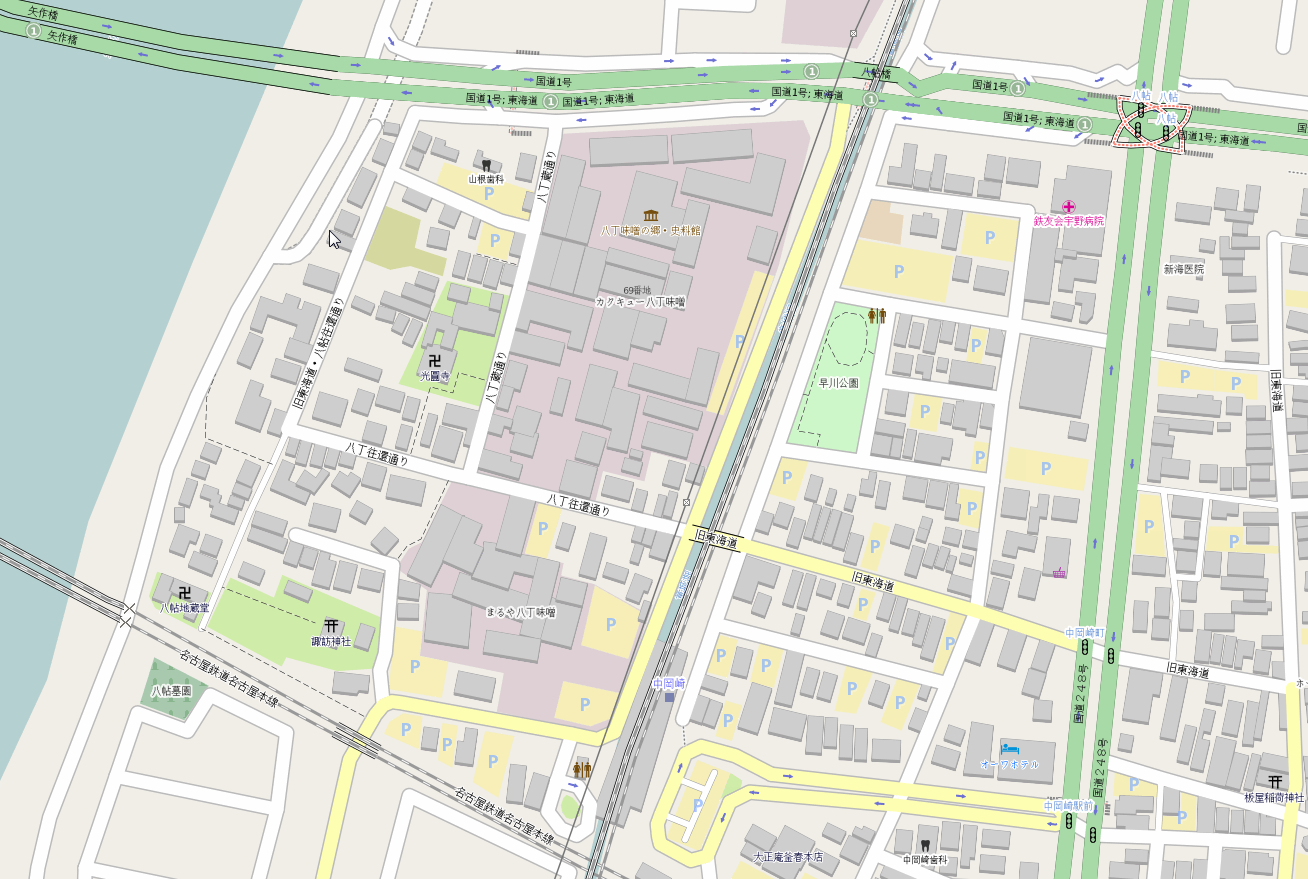
岡崎市八帖町、八丁町、中岡崎町。カクキューとまるや八丁味噌は旧東海道を挟んで南北にある。

岡崎市八帖町・八丁町はかつて「八丁村」といった。これは岡崎城より西へ八町（約870メートル）離れていたことに由来する。この八丁村は矢作川の伏流水による湧き水が豊富で、かつ東海道の水陸交通の要地であった。すぐそばに矢作橋が架設されており、舟運（八丁土場と呼ばれた）も同時に恵まれていた。そこで、兵食として重要視されてきた味噌を、軍需物資の兵站基地として形成された八丁村で製造することに着目した早川久右衛門家（現・カクキュー）と大田弥治右衛門家（現・まるや八丁味噌）が当地で味噌醸造を創業した。すなわち「八丁味噌」の始まりである。
岡崎出身の武将、徳川家康の健康と長寿と支えたのは「麦飯と豆味噌」だったと言われ、戦国時代には岡崎で豆味噌が製造されていたものと考えられる。カクキューの早川家が1878年に愛知県庁に提出した上申書には同家の創業は「1645年（正保2年）」と記されているが、1655年（明暦元年）に朝鮮通信使が岡崎に宿泊した折に伝えた味噌の製法が八丁味噌の起源となったという説も存在する。
徳川家康の廟所である日光東照宮の造営にあたっては、宮大工たちの食料に岡崎の八丁味噌が用いられたと言われている。江戸期の国学者の渡辺政香は『参河志』に、「三河國朝夕食汁に赤味噌を用ゆ、他國にはなし」と書き記した。1855年に岡崎の大樹寺が火災で本堂などが焼失した際、再建のため江戸から派遣された見分役は「味噌は八丁味噌とて名物也。百文は三百三十匁又三百五十匁自位也。八丁村に問屋二軒あり」と手記にしたためた。
八丁味噌の江戸時代の仕入れ先は、大豆は関東・東北・九州が主力で、廻船で平坂村（現・西尾市）や鷲塚村（現・碧南市）の湊に陸揚げされ、川舟では矢作川の八丁土場で荷揚げされた。大豆の仕入れ問屋は平坂村の石川小右衛門や市川彦兵衛が大口で、三河木綿の江戸販売などの廻船の往復便が効率的に活用された。地元の「盆大豆」の利用は原料全体の15％ほどであった。主力は「上州大豆」を中心に関東の大豆が59％、「仙台・南部大豆」が23％であり、廻船の帰り荷として関東・東北方面から大量の大豆が買い付けられた。
江戸期の塩の仕入れ先は次のとおりであった。早川家は矢作古川の河口付近で生産される饗庭塩（あいばじお）を専ら使用し、そのほとんどを富吉外新田（現・西尾市吉良町富好新田）に住む大岡屋鈴木家から仕入れていた。大田家も同様に饗庭塩を使用し、平坂の口入れ屋から主に仕入れていた。こうした事実から八丁味噌と三河湾沿岸の製塩地との関係は古く、深いものがあったと考えられる。
1901年12月28日、カクキューの八丁味噌は宮内省御用達を拝命した。
戦前、八丁味噌は豆味噌の中でも特に高級品とされていた。そのため1939年10月公布の価格等統制令により贅沢品として追い込まれることとなった。10貫（37.5キロ）当たりの原料費6円60銭の八丁味噌の公定価格は6円10銭とされ、1940年8月、カクキューとまるや八丁味噌の2社はついに「休業宣言」を発するに至った。
1968年、アメリカの消費者運動グループが岡崎のカクキューを訪れ、見本を持ち帰った分析した際、高い評価を受けた。1971年1月には『ウォール・ストリート・ジャーナル』が八丁味噌を紹介。同年2月、カリフォルニア大学微生物学教室のドナルド・サットン主任教授らの現地調査によって食品としての合理性が確認された。こうしたことから輸出量が増え、1975年11月にはシアトルの自然食品販売会社ジャヌス社からカクキューに対し賞賛の額が贈られた。

## ギャラリー
- 八丁味噌は石積みによって長期間（二夏二冬）醸造されて作られる[6]。
- 明治時代のカクキュー
- 昭和初期のまるや八丁味噌
- まるや八丁味噌の工場入口
- 八丁味噌煮込みうどん。愛知県岡崎市のうどん屋にて。
- カクキューの「八丁味噌（銀袋）」
- まるや八丁味噌の「有機八丁味噌」
- 岡崎市内の飲食店がそれぞれ八丁味噌を用いて考案したご当地グルメ「岡崎まぜめん」[27]。

## 商標出願をめぐる問題
1981年10月、「八丁味噌カクキュー合資会社」は「合資会社八丁味噌」に社名変更。ほどなく合資会社八丁味噌（カクキュー）は自社の社名を商標登録する動きに出る。同年12月23日、合資会社八丁味噌は、指定商品を、第三一類「調味料香辛料 食用油脂 乳製品」とし、「合資会社八丁味噌」なる商標を出願した（昭和五六年商標登録願第一〇七五一〇号）。
1983年3月31日、特許庁はこれに対し拒絶査定を下す（昭和五八年審判第一三〇二六号事件）。同年6月9日、合資会社八丁味噌は審判を請求。1989年3月23日、不成立の審決が出る。
さらに争うも、1990年4月12日、東京高裁は請求を棄却した。このとき、東京高裁は「『八丁味噌』とは、愛知県岡崎市を主産地とし、大豆を原料とする豆味噌の一種であり、『八丁味噌』なる文字は、該商品を指称する普通名称であると認められる」ことを根拠として、カクキュー一社による商標出願を斥けた。ただしこれはあくまで「合資会社八丁味噌」という8文字の言葉に対してであり、「八丁味噌」という言葉に対する拒絶を意味するものではないとした。
このように、「八丁味噌」という言葉は普通名称であることが認定されているが、同判決は、当時の名古屋地方におけるNTT職業別電話帳（タウンページ）、および岡崎地方におけるNTT50音別電話帳（ハローページ）にて「八丁味噌」の名称又は名称を冠したものはこの2社のみが記載されていること、および八丁味噌は愛知県岡崎市において江戸期より太田家及び早川家を製造元として作られてきた同地方の特産品であり、現在も合資会社八丁味噌（カクキュー）と株式会社まるや八丁味噌（当時は合名会社太田商店）の2社のみで醸造されていることを認めた。
2005年5月、岡崎市内のカクキュー、まるや八丁味噌は「八丁味噌協同組合」を設立。
2006年4月1日、地域団体商標制度がスタートしたのに伴い、「八丁味噌協同組合」は同じ月に『八丁味噌』を商標出願した。しかし、愛知県全体の業界団体である「愛知県味噌溜醤油工業協同組合」は、2社のみが名称の独占使用するのはおかしいと主張し、その後二者による協議が行われたが、それも物別れに終わったため、後者は『愛知八丁味噌』の名称を出願することとなった。
2009年、岡崎の2社は「愛知県味噌溜醤油工業協同組合」を脱退。
2022年現在、双方共に商標認定されていないが、「八丁」がカクキュー（登録3174815など）や、同じ岡崎市の和菓子会社の合名会社備前屋（登録0292762など）によって登録されている。

## 地理的表示（GI）の登録をめぐる問題
産品の名称（地理的表示、GI）を知的財産として登録し、保護する制度である「特定農林水産物等の名称の保護に関する法律」が2014年6月25日に制定された。この「地理的表示保護制度」の登録をめぐり、岡崎市の老舗2社と愛知県内の他社との争いが現在大きな波紋を呼んでいた が、2025年1月24日付けで、「八丁味噌協同組合」は八丁味噌の地理的表示（GI）の生産者団体として追加登録され、愛知県内で八丁味噌を生産するすべての事業者が八丁味噌の名称を使用できるようになった。

### 2015年
- 6月1日 - 「特定農林水産物等の名称の保護に関する法律」が施行される[37]。

- 6月1日 - カクキューとまるや八丁味噌の2社で構成される「八丁味噌協同組合」（以下、岡崎2社）は、生産地の範囲を「岡崎市八帖町」として地理的表示登録（GI登録）を申請した[38][39]。

- 6月24日 - 名古屋市中区栄に事務所を置く「愛知県味噌溜醤油工業協同組合」（以下、県組合）は、生産地の範囲を「愛知県」として地理的表示登録（GI登録）を申請した[38][39]。GIを管轄する農林水産省が2021年に作成した裁決書によれば、県組合を構成する43社のうち、「八丁味噌」を製造しているのは「盛田」（名古屋市中区）、「イチビキ」（同市熱田区）、「中利」（半田市）、「佐藤醸造」（あま市）、「ナカモ」（清須市）、「野田味噌商店」（豊田市）の計6社とされる[38][注 2]。

### 2016年
- 農林水産省は、「岡崎市八帖町以外でも『八丁味噌』は製造されている」「昭和初期には『八丁味噌』の文字を含む商標が県組合会員の企業により登録されていた」などの理由により、岡崎2社に対し、「岡崎市八帖町」と限定している生産地を「愛知県」に変更できないかと打診した[39][41]。

- 5月24日 - 県組合の理事長にイチビキ社長の中村光一郎が就任[42]。

### 2017年
- 岡崎2社は「登録された製法は、県内で豆味噌を造れば全て八丁味噌を名乗れる内容で、今の枠組みには参加できない」として農水省ともはや折り合えないと判断。これを受けて同省は岡崎2社に取り下げを6月12日にするよう要請[41]。

- 6月14日 - 岡崎2社は申請を取り下げた[41][43]。GIのガイドラインには「産地に関わる利害関係者の合意形成が必要」とあることから、岡崎2社は、同省は県組合の申請を拒絶すべきとの意見書も提出した[44]。

- 6月15日、県組合のGI申請が公示される[41]。

- 12月8日 - 日本・EU経済連携協定（EPA）が妥結[45]。八丁味噌を含め輸出をにらむ全国48品目が保護されるとともに、登録から外れた岡崎2社は、EPA発効後、EU加盟国で八丁味噌を名乗れないこととなった[46]。また国内でもマークを使えない結果となった。農水省は「タンク（醸造桶）で重しを乗せて１年以上（温度調節する場合25度以上で最低10か月）熟成させたものも八丁味噌である」と公表[41]。

- 12月15日 - 農水省は「愛知県味噌溜醤油工業協同組合」を八丁味噌の生産者団体としてGIに登録した[47][48]。ここに至り、同省は、「八丁味噌は、いわゆる『名古屋めし』の代表的な調味料として愛知県内に定着し、愛知県の特産品として広く認知されているものである」[49]との県組合の主張を認定した[50][39]。カクキューの早川久右衛門社長は「申請を取り下げれば、愛知県味噌溜醤油工業協同組合の申請も認められないと思った」とのちに述べており、事態を楽観視していたことが明らかとされている[31]。

### 2018年
- 1月26日 - NHKなど報道機関が、岡崎2社がGIの登録から外れたことを報じた[51]。生産量の半分超を占めるとされる岡崎2社は「県内に生産地域を広げ製法の基準を緩くすれば、品質を保てず顧客をだますことになる」と主張。国へ不服申し立てする構えを見せた[52][53]。農水省は取材に「不幸な結果となったが、海外の偽物から守るため登録を優先した」と説明した[54]。

- 1月30日 - 斎藤健農林水産大臣は会見を行い、認定した枠組みに追加申請すれば同2社も地理的表示保護制度の対象になるとの認識を示した[55]。

- 3月6日 - 愛知13区選出の大西健介衆議院議員は「2社が輸出先の欧州で『八丁味噌』を名乗れなくなるのは不条理だ」として内閣に質問主意書を提出した[56]。

- 3月14日 - 岡崎2社は不服審査請求を同省に申し立てた[57]。同日、愛知12区選出の重徳和彦衆議院議員は取材に応じ、「2社が県組合に加入すれば八丁味噌を名乗ることはできると農水省は言うが、本末転倒だ。地域の特性を活かし、伝統的な生産方法によって特別な品質を維持する名産品を保護するという制度の趣旨に反している」と述べた[35]。

- 3月16日 - 政府は閣議で、大西の質問主意書に対する答弁書を決定。岡崎2社が県組合に加入するか、生産者団体として追加申請して認められればGI表示ができるとの見解を示した[58][59]。

- 3月22日 - 岡崎市議会は本会議で、利害関係者の合意形成を国が指導、調整するように求める意見書案を全会一致で可決[60][61]。

- 3月27日 - 内田康宏市長と加藤義幸議長は農林水産省を訪れ、礒崎陽輔副大臣に議会で可決された意見書を提出した[62]。内田は記者団に「2社の追加登録しか方法がない」と見解を述べた[63]。

- 4月29日 - 地元紙の中日新聞は、食料農業経済学者の関根佳恵やパルシステム生活協同組合連合会などへの取材を元に、老舗2社が外れた問題を大きく取り上げた。関根は「実質的に世界中どこでもつくれる産品にGI認定したと認めたのは驚き。GIの根幹にあるテロワール（Terroir、フランス語で風土の意味）を無視している」と批判。ヨーロッパの中でもGIの歴史が長いフランスでは、対象産品の科学的な調査をし、他地域では簡単にまねできない製法などの独自性があるかを専門機関が審査する。ところが日本には専門の調査機関がないことから、複数の生産者間で製法などに異論があった場合は、当事者間で調整するよりほかはない。この点が現行制度の不備だと識者関係者は指摘している、と記事は報じた[64]。関野はのちに「農水省は本気で国内農業の振興につなげるつもりなら、原材料の規定を追加で設けるべきだ」と提案している[65]。全国味噌工業協同組合連合会の統計によれば、2017年の味噌の出荷量は約41万トン。そのうち大豆と塩、水のみを原料とする八丁味噌に関しては、岡崎2社は1,000トン、県組合は600～700トンの生産実績があるという[66]。

- 夏頃 - 県組合の組合員の盛田（名古屋市中区）は、定番商品「名古屋みそ」の名称を「名古屋八丁みそ」に変更した[67][68][69]。

### 2019年
- 2月1日 - 日本・EU経済連携協定（EPA）が発効。
- 同日 - GI法が改正[70]。「先使用権」が制限され、GI対象の組合製品でないと、岡崎2社の製品は2026年には八丁味噌と名乗れないことになった[41]。言い換えれば、2026年以降、八丁味噌という名称を商品に使用したい場合は「GI認定を受けていない」という表示をつければ販売できるということになった[71]。

- 8月 - 岡崎2社は、行政不服審査法に基づき総務省に設置される第三者機関「行政不服審査会」に対し、主張書面を提出[41]。

- 9月27日 - 行政不服審査会は、農水省の決定に対し「現時点では妥当とは言えずさらに検討を尽くすべき」との答申書を出した[72]。同省が下した「八丁味噌は『名古屋めし』の代表的な調味料として愛知県内に定着している」との認定について、「これを裏付ける具体的資料は見当たらない」と述べた[39]。

- 11月13日 - 大西健介衆議院議員は、内閣に対し、「行政不服審査会の答申書の指摘を踏まえても、2018年3月の答弁書内容を維持するのか」との質問主意書を提出した[59]。大西は11月29日にも質問主意書を再提出[73]。

### 2020年
- 3月25日 - 農林水産省は、専門的な見地から調査検討を行うため、「『八丁味噌』の地理的表示登録に関する第三者委員会」を設置。委員会の構成メンバーは、茨城大学教授の荒木雅也[注 3]、弁護士の池本誠司、大阪市立大学教授の小林哲、慶應義塾大学専任講師のデサンモーリス・グレッグ、東京農業大学教授の前橋健二の5人。この日、第1回の審議が行われた[39]。

- 12月8日 - 第三者委員会の4回目の審議が開かれた。この日の会合をもって、審議は終了[39]。

### 2021年
- 3月12日 - 登録取り消しを求めた行政不服審査請求について、農林水産省の第三者委員会は岡崎2社の請求を退ける報告書をまとめた[39][75]。同委員会は県組合側の販売実績や、県の特産品として定着していること、味覚センサーや官能試験の結果差が認められないこと[76]などを理由に登録の合法性を認めた。「八丁味噌は『名古屋めし』の代表的調味料」との見解についても、妥当だと述べた。それとともに「老舗（2社）側の製法は景観も含めた伝統的文化として後世に引き継がれるべきで、老舗側もGI登録に加わったうえで『元祖八丁味噌』を名乗るなど、差別化する手はあるのではないか」と提言した[39][77]。

- 3月19日 - 農林水産省は請求を棄却する裁決を出した[78][38]。岡崎2社は2026年以降、法的に八丁味噌の名称を使えなくなるため、提訴する意思を示した[77]。

- 同日、衆議院議員の重徳和彦は野上浩太郎農相と面会し「元祖だけが3年以上もGIを外れている状態はおかしい」と抗議[79]。

- 3月22日 - 重徳は岡崎市役所を訪れ、中根康浩市長に対し請求棄却について経過を伝え意見交換した[80][81]。

- 9月17日 - 「まるや八丁味噌」が、GIに登録された「八丁味噌」をめぐり、農林水産省に登録取り消しを求めて東京地裁に提訴した。「カクキュー」は提訴しなかった[82][83]。県組合の担当者はこうした事態に対し、「2社が八丁味噌を独占するのはおかしい。蔵つきの菌といっても、岡崎2社でも菌は違う。県組合と岡崎2社が違うように、岡崎2社同士でも味覚や成分分析の結果は違う。麹を作るのは自動だ。（我々との違いは）木桶に入れて石を積むのが伝統製法であることくらいだ」と述べている[71]。

### 2022年
- 6月28日 -「まるや八丁味噌」がGI登録の取り消しを求めた訴訟で、東京地裁は、行政事件訴訟法で定める6カ月の提訴期間を過ぎていたとして、訴えを却下した。判決は「八丁味噌の製造地域は昭和初期には県全域に及び、社会でも認知されていた」と認定[84][85]。さらに中島基至裁判長は判決文で「まるや八丁味噌は制度上、2026年までは『八丁味噌』の名称を使用することが可能で、その後も、地域ブランドに登録されたものとは異なることがわかるような記載をすれば『八丁味噌』の表示が使えるため、救済の必要性もない」と述べた[86]。7月4日、まるや八丁味噌は控訴する方針を明らかにした[87]。

- 11月17日 - 第63回全国味噌鑑評会（主催：一般社団法人中央味噌研究所、後援：農林水産省）が東京都中央区の鉄鋼会館で開催。盛田の「あま塩八丁赤だし」と中利の「京好み八丁赤だし」が全国味噌工業協同組合連合会会長賞を受賞し、のだみその「木桶熟成八丁味噌」が一般社団法人中央味噌研究所理事長賞を受賞した。いずれも県組合の組合員の商品[88][89]。

- 12月1日 - 岡崎市は、八帖町のうち、カクキューとまるや八丁味噌の敷地計約2万8400平方メートル（全体の約2割）を「八丁町」に町名変更する議案を市議会に提出した。訴訟が続く中、行政から側面支援するのが狙い[90][91]。議案は12月21日に全会一致で可決され、12月26日付で町名は変更された[1]。

### 2023年
- 3月8日 - 「まるや八丁味噌」がGI登録の取り消しを求めた訴訟の控訴審判決で、知的財産高等裁判所は、訴えを却下した一審東京地裁判決を支持し、控訴を棄却した。東海林保裁判長は一審判決と同じく、「提訴できる期間は過ぎていた」とし、提訴が遅れた正当な理由も認められないと述べた[92][93]。

### 2024年
- 3月6日 - 最高裁は「まるや八丁味噌」の上告を退ける決定をした。 同社は敗訴確定に伴い、2026年2月以降は自社製品に「八丁味噌」の名称が自由に使えなくなる危機に直面した[94]。

### 2025年
1月24日 農林水産省は、岡崎の老舗２社を含む「八丁味噌協同組合」からの、生産者団体として追加登録を求める申請を受け、八丁味噌協同組合を登録。本登録により、全ての愛知県の八丁味噌製造者が「八丁味噌」の名称を使えることとなり、商標から続く長年の名称争いに終止符がうたれた。

## 備考
- 吉田松陰は「ふるさとへ まめを知らせの 旅づとは 岡崎味噌の なれて送る荷」と歌に詠んだ[96]。

- 日清戦争では広島大本営へ納入された。マナスル登山隊（1956年に初登頂成功）や南極観測隊の携行食品にも採用された[97]。

- 2006年4月から同年9月まで放送されたNHKの連続テレビ小説『純情きらり』の舞台が八丁味噌の蔵元であったため、近年ではより全国的にその名が知られるようになった。これと連動して名古屋めしブームが起こり、今まで名古屋圏以外では敬遠されがちであった赤味噌料理を求めて名古屋に訪れる観光客も増加傾向にある。

- 地理的表示ブランドの登録をめぐり、2021年3月19日、農林水産省はカクキューとまるや八丁味噌からの行政不服審査請求を棄却するが[78]、同年12月28日、佐高信は『日刊ゲンダイ』電子版に「八丁味噌のGI登録問題の異常さ 地元で名前が取り沙汰されている自民党有力政治家A」と題する論評を寄稿[98]。盛田株式会社を含む6社[39]が、カクキューとまるや八丁味噌を排除するために「GIを利用して、その策謀を成功させようと動いた」ものであると述べた。佐高は、盛田一族の盛田英夫が、ソニーの元社員で衆議院議員の甘利明に頼った結果だと述べ、「農水省のGIが政治家によって逆利用された」と結論付けた[98]。